# Saateule
Die Saateule (Agrotis segetum), auch Getreide-Saateule genannt, ist ein Schmetterling aus der Familie der Eulenfalter (Noctuidae).

## Merkmale
Die Falter sind klein bis mittelgroß und haben eine Flügelspannweite von 30 bis 46 Millimetern. Die Grundfarbe der Vorderflügel ist sehr variabel und reicht von einem hellen Grau bis fast schwarz. Auch die Zeichnung der Vorderflügel ist äußerst variabel und reicht von scharf gezeichnet bis fast zeichnungslos. Die stark gezeichneten Exemplare besitzen eine wellige oder gezackte innere Querlinie, eine gezackte Wellenlinie und eine gezackte Saumlinie sowie zwei nierenförmige Makel. Es gibt alle Übergange bis zu fast zeichnungslosen Exemplaren; kaum ein Individuum gleicht dem anderen. Zur Unterscheidung von anderen ähnlichen Arten dienen die Fühler des Männchens, die in der unteren Hälfte stark doppelkämmig sind. Die Hinterflügel sind hell bis leicht durchsichtig. Beim Weibchen sind sie oft grau gerandet. Im Durchschnitt sind die Weibchen dunkler gefärbt.
Die Eier sind grünlich bis gelblich und schwach längs gerippt.
Die Raupen sind glänzend grau bis leicht rötlich. Die Rückenlinie ist hell und dunkel gerandet. Die bräunlichen Nebenrückenlinien sind relativ breit. Die Stigmen sind schwarz gefärbt; sie liegen in einem schmalen, dunkleren Seitenstreifen. Die Bauchseite ist hell, der Kopf bräunlich.
Die Puppe ist hellrotbraun. Auf dem spitzen Kremaster sitzen zwei kurze Dorne.

## Geographische Verbreitung und Lebensraum
Die Saateule ist mit Ausnahme von Nordskandinavien, Nordrussland, dem europäischen Kaukasusgebiet und einigen Nordseeinseln in fast ganz Europa beheimatet, ihre Verbreitung reicht bis ins tropische Afrika und weit nach Asien hinein. Die genaue Verbreitung der wanderfreudigen Art ist noch unklar. Sie kommt auch in Südafrika vor, wurde dort aber vermutlich eingeschleppt.
Der Lebensraum der Saateule sind Berg- und Talwiesen im Bereich von Waldgebieten, Steppenheiden und grasigen Zwergstrauchheiden sowie Trockenrasen an Feldrainen und Feldwegen. Heute sind die Hauptvorkommen hauptsächlich in Feld- und Gemüseanbaugebieten und in Gärten. Die Art kommt vom Flachland bis in die höchsten Bereiche der deutschen Mittelgebirge vor, wenn sie dort auch viel weniger häufig ist. Die Saateule ist in Deutschland häufig anzutreffen.

## Lebensweise
Die Saateule bildet in Mitteleuropa meist zwei Generationen pro Jahr. Die Falter der ersten Generation fliegen von Mai bis Juli; von August bis September können die Falter der zweiten Generation beobachtet werden. Sehr spät fliegende Falter (Oktober/November) können Vertreter einer dritten Generation sein. Die Falter sind nachtaktiv und werden vom Licht angezogen. Sie besuchen Blüten und können auch mit Zucker geködert werden. Die Eier werden in kleinen bis mittelgroßen Gruppen auf Blättern abgesetzt.
Die Raupen leben ausgesprochen polyphag und fressen an Wurzeln und Blättern vieler Pflanzenarten, unter denen sich auch Kulturpflanzen wie Getreide, Kartoffeln, Möhren, und Salat befinden. Unter den Nahrungspflanzen sind auch Fichten (Picea abies) und Lärchen (Larix decidua). Die Raupe überwintert und verpuppt sich im April in einer Erdhöhle.

### Entwicklungsdauer in der Zucht
Für die Zucht bei 24° gibt Görnitz folgende kürzeste Entwicklungsdauer an (insgesamt werden fünf Larvenstadien gebildet): Embryonalentwicklung im Ei 5 Tage, L1 4 Tage, L2 4 Tage, L3 6 Tage, L4 6 Tage, L4 (einschl. Vorpuppe) 11 Tage. Die Puppenruhe beträgt bei Männchen und Weibchen etwas unterschiedlich 14 bis 16 und 15 bis 18 Tage. Danach ist die kürzeste Dauer einer Generation mit etwa 2 Monaten anzusetzen.  Die durchschnittliche Lebenserwartung der Falter gibt er mit 10 Tagen, max. mit 23 Tagen an. Von einem Weibchen wurden max. 1514 Eier abgelegt. Es wird unter Zuchtbedingungen keine Diapause eingelegt, gelegentlich wird aber eine Entwicklungshemmung beobachtet, die wohl einer Diapause entspricht. Svensson et al. (1998) geben z. T. leicht abweichende Werte an: durchschnittliche Lebensdauer der Falter 16 bis 19 Tage. Bereits wenige Stunden bis wenige Tage nach dem Schlüpfen verpaarten sich die Falter. Die ersten Eier fanden sich bereits nach drei Tagen nach dem Schlüpfen; die meisten Weibchen hatten spätestens nach sieben Tagen ihre Eier abgelegt. Insgesamt legten die Weibchen im Durchschnitt 620 ± 60 Eier ab. Nach ungefähr fünf Tagen schlüpften die Eiraupen. Nach Bongers & Weismann ist die Entwicklungsdauer auch stark abhängig von der Temperatur und der Ernährung. Sie beobachteten bei 30° eine Larvalphase von nur 21 bis 28 Tagen, die bei 18° bis auf 81 Tage anstieg. Die untere Temperaturgrenze, bei der sich die Larven noch entwickelten, lag bei etwas über 11°.

## Schadwirkung
Die Raupe wird vor allem in Südeuropa als Schädling betrachtet, da sie unter anderem auch an den Wurzeln von Kulturpflanzen (Wintergetreide, Salat, Gemüsearten, Kohl, Rüben, Kartoffeln) frisst. Früher gab es auch Massenvermehrungen und damit Schadbefall in Mitteleuropa.